# Spedizione Malaspina
La spedizione Malaspina (1789 -1794) fu un'esplorazione scientifica marittima di cinque anni comandata da Alessandro Malaspina e José de Bustamante y Guerra. Anche se la spedizione prende il nome da Malaspina, questi insistette sempre per dare a Bustamante un ruolo paritario del comando. Bustamante però riconobbe fin dall'inizio Malaspina come "capo della spedizione".
Il viaggio fu finanziato dal governo spagnolo e originariamente perseguiva obiettivi strettamente scientifici, allo stesso modo di quelli di James Cook e Jean François de Galaup, comte de La Pérouse. Alcuni dei principali scienziati dell'epoca raccolsero una quantità impressionante di dati scientifici che superarono persino quelli raccolti durante la prima spedizione di Cook, ma a causa del suo coinvolgimento in una cospirazione per rovesciare il governo, Malaspina fu incarcerato poco dopo il suo ritorno. La maggior parte dei rapporti e delle raccolte della spedizione furono messi da parte inediti e non videro la luce fino alla fine del XIX secolo.
La spedizione salpò da Cadice il 30 luglio 1789. Dopo aver seguito le coste di tutta l'America da Buenos Aires all'Alaska, aver toccato Filippine e Isole Marianne, Vavao, Nuova Zelanda e Australia, il 21 settembre 1794 la spedizione rientrò in Spagna dopo aver generato un enorme patrimonio di conoscenze su storia naturale, cartografia, etnografia, astronomia, idrografia e medicina — tutte branche del sapere di grande importanza geopolitica —, nonché su aspetti politici, economici e sociale di questi territori. La maggior parte delle collezioni è conservata nel Museo de América, nel Museo Naval di Madrid, nel Real Instituto y Observatorio de la Armada, nel Real Jardín Botánico de Madrid e nel Museo Nacional de Ciencias Naturales. Attualmente continuano ad essere oggetto di studio da parte di storici e biologi.

## Il nome della spedizione
Questo viaggio divenne inizialmente noto tra i promotori come "Viaje científico y político alrededor del mundo" ("Viaggio scientifico e politico intorno al mondo") (1788); durante il viaggio era popolarmente e pubblicamente noto in spagnolo come "Expedición vuelta al mundo". All'arrivo a Corte nel 1794, non avendo attraversato l'Oceano Indiano e doppiato il Capo di Buona Speranza a causa della guerra tra Spagna e Francia, fu denominata "Expedición ultramarina iniciada el 30 de julio de 1789". La spedizione rimase quindi dimenticata dopo il veto imposto dal principe de la Paz, Manuel Godoy, che ordinò il sequestro di tutta la documentazione della spedizione e ne proibì ogni pubblicazione o menzione dopo aver bandito Malaspina dalla Spagna per tradimento contro di lui e contro il re Carlo IV, finché nel 1885 il tenente di Marina Pedro de Novo y Colson pubblicò uno studio sulla spedizione che titolò "Viaje Político-Científico alrededor del mundo por las Corbetas Descubierta y Atrevida, al mando de los Capitanes de Navío Don Alejandro Malaspina y Don José Bustamante y Guerra desde 1789 a 1794" ("Giro del mondo politico-scientifico delle Corvette Descubierta e Atrevida, al comando dei Capitani di Marina Don Alejandro Malaspina e Don José Bustamante y Guerra dal 1789 al 1794"). Successivamente il viaggio fu chiamato con diversi nomi come "Spedizione Malaspina", "Spedizione Malaspina-Bustamante della Regia Marina" o "Spedizione Malaspina-Bustamante". Nel XXI secolo diverse istituzioni spagnole hanno finanziato una grande spedizione scientifica di circumnavigazione che ha ricevuto il nome di questo marinaio in riconoscimento del suo contributo: la "Spedizione Malaspina (2010-2011)".

## Concezione del viaggio e preparativi
Dal settembre 1786 al maggio 1788 Malaspina compì una circumnavigazione commerciale del mondo per conto della Real Compañía de Filipinas. Durante questo viaggio fu al comando della fregata Astrea. Il suo percorso passò per il Capo di Buona Speranza e, al ritorno, Capo Horn. Nel febbraio 1787 la nave fece scalo a Concepcion, il cui governatore militare, l'irlandese Ambrosio O'Higgins, aveva raccomandato sei mesi prima che la Spagna organizzasse una spedizione nel Pacifico simile a quelle guidate da Lapérouse e Cook. O'Higgins aveva fatto questa raccomandazione in seguito alla visita della spedizione Lapérouse a Concepcion nel marzo 1786, e presumibilmente ne discusse con Malaspina proprio mentre questi era a Concepcion. José de Espinoza y Tello, uno degli ufficiali della spedizione Malaspina avrebbe confermato successivamente l'importanza delle informazioni inviate da O'Higgins per stimolare il governo ad avviare un vasto programma di esplorazione nel Pacifico.
L'interesse della Casa Reale spagnola fu sollecitato anche dalle notizie provenienti da San Pietroburgo dei preparativi di una spedizione russa (la Spedizione Mulovsky) nel Nord Pacifico al comando di Grigori I Mulovsky che aveva tra gli obiettivi la rivendicazione del territorio sulla costa nord-occidentale dell'America intorno alla Baia di Nootka, rivendicata all'epoca anche dalla Spagna. Certamente contribuì a provocare la reazione del Regno di Spagna anche l'intensa attività di esplorazione del Pacifico sviluppata da Francia e Regno Unito alla fine del XVIII secolo. Da quando la spedizione di Ferdinando Magellano aveva attraversato il Pacifico e scoperto le Filippine, la Spagna, controllando le Filippine a ovest e quasi tutte le sue coste orientali dal Cile alla California, aveva infatti considerato i Mari del Sud di sua proprietà esclusiva, una sorta di lago español.
Ma l'interferenza di altre nazioni non fu la ragione principale di questa spedizione. Fu fondamentalmente la natura scientifica delle esplorazioni francesi e inglesi a provocare una risposta da parte degli intellettuali spagnoli. Era evidente il desiderio di emulare i viaggi di Cook e La Perouse.

Lo storico britannico Felipe Fernández-Armesto sottolinea che:
(Felipe Fernández-Armesto. Pathfinders: A Global History of Exploration)
Nel settembre 1788, mentre si trovavano nell'isola di León (Cadice), gli allora capitani di fregata Alejandro Malaspina e José de Bustamante y Guerra accettarono di proporre di realizzare una grande spedizione della Real Armada di carattere politico-scientifico per l'Impero spagnolo. Il 10 settembre 1788 inviarono una lettera al Ministro della Marina, Antonio Valdés il quale rispondeva il 14 ottobre 1788 che il re Carlo III aveva autorizzato il viaggio e affidava ad Alejandro Malaspina i lavori preparatori del progetto. Sarebbe stata una grande spedizione politico-scientifica su scala mondiale, una delle prime nella storia di carattere scientifico, il cui obiettivo era visitare e studiare i principali territori spagnoli in America, Asia e Oceania.

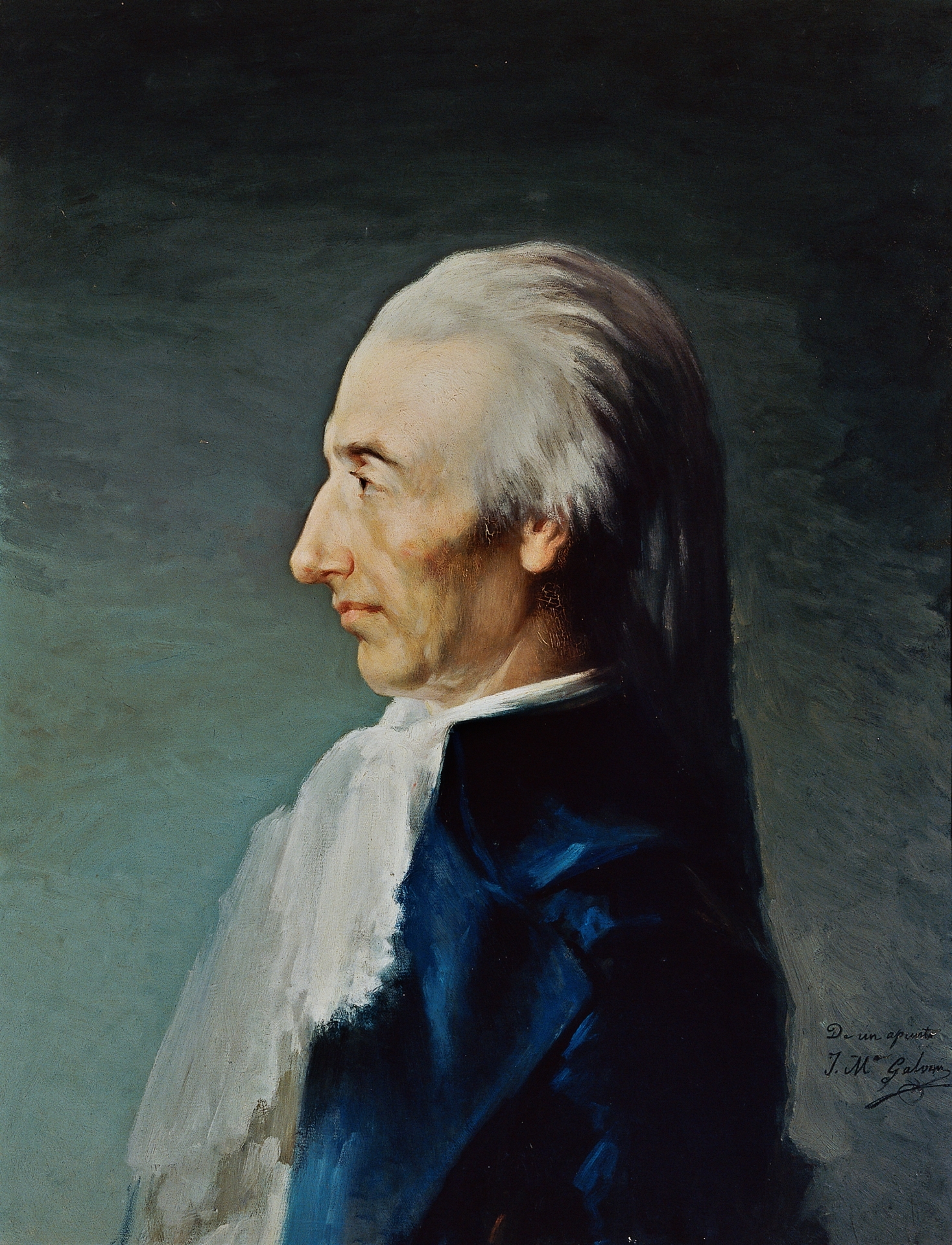
Ritratto di Alessandro Malaspina, di José María Galván

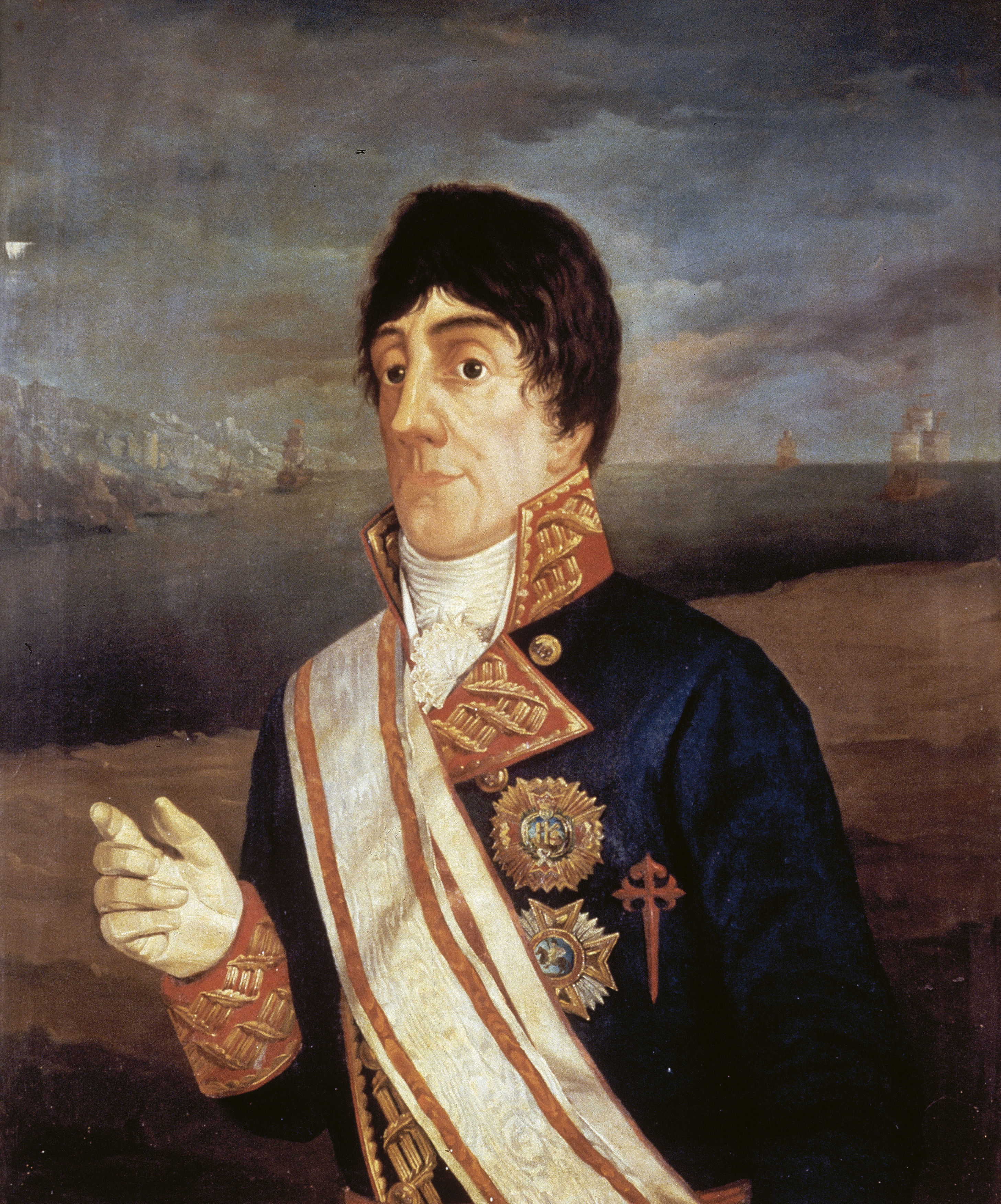
Ritratto di José Joaquín de Bustamante y Guerra, Museo Naval de Madrid

Per la spedizione furono appositamente progettate e costruite dal costruttore navale Tómas Muñoz due corvette presso il cantiere navale La Carraca, sotto la direzione di Malaspina. Entrambe avevano un peso di 306 tonnellate e una lunghezza di 36 metri, con un normale dislocamento del carico di 4,2 metri. Furono varate insieme l'8 aprile 1789 e furono battezzate in onore delle ex navi di James Cook, Discovery e Resolution, come Descubierta e Atrevida (una libera e non felice traduzione in spagnolo).
Malaspina iniziò ad organizzare il viaggio con la sua solita meticolosa maniera, richiedendo il parere di numerosissimi esperti nelle più disparate materie scientifiche, senza trascurare la parte medica e la salute dell'equipaggio. A bordo vennero portati gli strumenti nautici e scientifici più moderni e precisi e costituita una ricca biblioteca ben fornita non solo di volumi sulla navigazione e sui viaggi, ma anche di famosi trattati sull'argomento America con gli ultimi studi di economia politica e un'ampia raccolta delle carte nautiche sino allora redatte. Malaspina si assicurò inoltre con grande cura che le navi portassero a bordo l'élite di astronomi e geometri della marina spagnola oltre che scienziati e artisti. Lui e Bustamante concordavano sulla necessità di includere solo quegli uomini che erano veramente motivati dalla natura dell'impresa e cercarono principalmente volontari. Come sperato ottennero risposte entusiastiche da alcuni dei migliori ufficiali dell'Armada. Tra gli altri contribuirono immediatamente alla preparazione Dionisio Alcalá Galiano, Juan Gutiérrez de la Concha e Juan Vernacci. La selezione del supervisore scientifico e dei naturalisti di bordo, del cartografo e dei pittori e disegnatori fu più complicata e venne compiuta tra i migliori professionisti disponibili in Spagna e all'estero, superando in molti casi le comprensibili resistenze nazionali. Il giovane Felipe Bauzá fu scelto come cartografo ufficiale. A dirigere la divisione naturalistica fu scelto Antonio Pineda y Ramírez che era un ufficiale militare, piuttosto che uno scienziato, ma il cui amore per le scienze naturali era molto più grande del suo amore per le armi. Scegliere qualcuno a capo dei botanici fu più problematico, alla fine furono scelti un francese, Louis Née e un boemo, Tadeusz Haenke. Anche i ruoli "di servizio" come chirurghi e cappellani furono riempiti con inconsueta attenzione alla loro efficacia per la spedizione, non semplici barbieri ma esperti medici i primi, abili imbalsamatori e quindi in grado di assistere i naturalisti i secondi. Più complicata la scelta dei pittori che Malaspina desiderava italiani ma al quale furono imposti gli spagnoli José del Pozo e José Guío. Il comandante trovò però il modo di licenziarli quando la nave raggiunse Acapulco per assumere in seguito in sostituzione, l'italiano Ferdinando Brambilla e il franco-parmigiano Giovanni Ravenet.  L'ufficiale Antonio Tova si incaricò di arruolare il resto dell'equipaggio, che proveniva principalmente dalle Asturie e da Santander. L'abbondante documentazione di questi preparativi è conservata presso il Museo Navale di Madrid

## La spedizione

### Da Cadice ad Acapulco
L'Atrevida e la Descubierta salparono da Cadice il 30 luglio 1789 con 102 uomini di equipaggio ciascuna. Dopo aver ancorato per alcuni giorni al largo delle Isole Canarie, procedettero a navigare attraverso l'Oceano Atlantico, fino alle coste del Sud America. Una volta in vista del Río de la Plata virarono verso Montevideo, dove approdarono il 20 settembre dopo appena 52 giorni di navigazione. Il giorno seguente, a Madrid, Carlo IV firmò la promozione di Malaspina a capitán de navío (capitano di vascello).
Tra Montevideo e Buenos Aires nella regione del Río de la Plata, che era stata una colonia spagnola per quasi tre secoli, i membri della spedizione poterono mettere a punto con serenità, sotto la meticolosa guida di Malaspina, i metodi di lavoro che sarebbero stati applicati nei cinque anni successivi. Vennero stabiliti protocolli per i rilievi astronomici, geografici e cartografici, per l'esecuzione delle raccolte naturalistiche e le riparazioni necessarie alle navi e fu rilevato l'estuario del Río de la Plata prima di iniziare la navigazione verso la Terra del Fuoco.
Attorno alla fine di ottobre la spedizione era pronta a salpare le ancore. I due capitani dovettero fare i conti con la diserzione di molti membri dell'equipaggio mentre altri erano stati allontanati per motivi disciplinari. Al tempo tali eventi non erano rari e solitamente le carenze dell'equipaggio venivano compensate da uomini trovati nel porto di attracco. Nel complesso il ricambio dell'equipaggio della spedizione Malaspina fu abbastanza significativo: più della metà dovette essere sostituito lungo la rotta. In ogni caso le corvette riuscirono ad approfittare del vento favorevole per lasciare Montevideo per la Patagonia il 15 novembre.

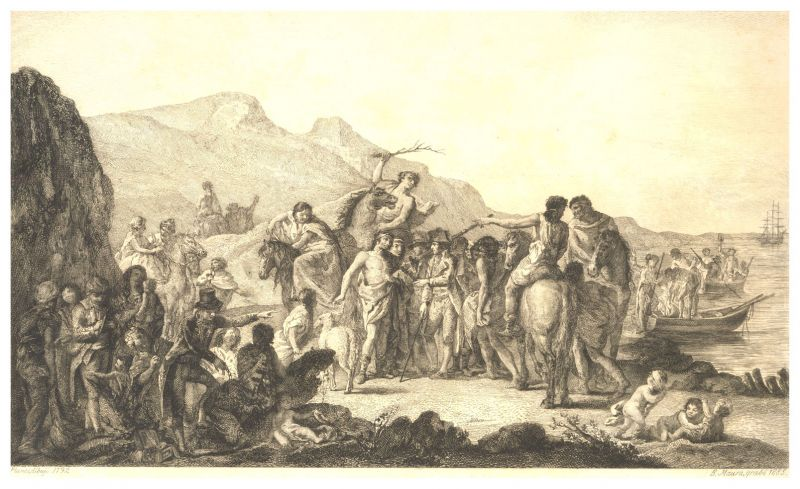
Incontro del Capitano Malaspina con gli Indiani della Patagonia, di José del Pozo, copia di Luis Planes (1792) e di Bartolomé Maura (tratto da Del Carril 1992, p. 65 in Novo e Colson 1885). Rappresenta l'incontro tra Malaspina e i Tehuelches a Puerto Deseado, provincia di Santa Cruz, nel 1789.

Le navi ancorarono a Puerto Deseado il 2 dicembre. Il giorno seguente i navigatori ebbero il loro primo incontro con una tribù patagonica attorno alla quale c'era curiosità in Europa fin dal viaggio di Magellano, cioè da quando Antonio Pigafetta, al suo ritorno nel Vecchio Mondo, aveva dato descrizioni sorprendenti della loro altezza, descrivendoli come dei giganti. Non tutti erano però convinti e lo stesso Malaspina in questa occasione mise le cose in chiaro una volta per tutte. Le tribù arrivarono a cavallo. Il capo, di nome Junchar, che dopo anni di contatti con gli europei parlava un po' di spagnolo, permise a Pineda di misurarlo e a José del Pozo di farsi ritrarre. Questo mise fine a uno dei tanti miti americani: Junchar era alto circa 1,9 metri, una considerevole altezza, specialmente per l'epoca, ma non quella mostruosa mostrata nelle incisioni di libri di viaggio. Malaspina si mostrò, tuttavia, interessato più alla lingua che all'altezza degli indigeni e provvide a compilarne un piccolo dizionario. Malaspina avrebbe ripetuto questa procedura in altre occasioni durante la spedizione. Egli voleva saperne di più sulle origini dei popoli americani, ed era convinto che la conoscenza delle loro lingue fosse il modo migliore per aiutare ad affrontare questa ricerca.
Lasciata la Patagonia le corvette fecero rotta per le Isole Malvine (Falkland) che avvistarono il 17 dicembre. Quindi il viaggio riprese e, doppiato Capo Virgenes, il 28 dicembre attraversarono l'imboccatura dello Stretto di Magellano dirigendosi verso il Capo dello Spirito Santo e quindi sempre più a sud per doppiare Capo Horn attorno al 6 gennaio 1790. Seguendo la costa occidentale patagonica verso nord, alla fine raggiunsero l'isola di Chiloé il 4 febbraio.
A Chiloé, la facilità con cui si poteva trovare cibo, il comportamento delle donne - «naturalmente propensas al libertinajes» («naturalmente propense alla licenziosità») - e la chiara distanza dall'autorità del governo centrale non potevano che dare secondo Malaspina «un errada idea della felicidad» (un'idea erronea della felicità). E in effetti, parecchi uomini abbandonarono la spedizione e dimenticarono immediatamente il loro paese e le loro famiglie. Gli ufficiali tentarono inizialmente di catturare i disertori, ma per evitare rischiosi disordini furono costretti a ordinare la partenza il 16 del mese.
Dopo un breve scalo al porto di Conception le due navi attraccarono a Talcahuano il 23 febbraio. Per aumentare la quantità e la varietà dei dati scientifici raccolti, Malaspina e Bustamante decisero di separarsi. La Atrevida si diresse lungo la costa verso Valparaíso, mentre la Descubierta salpò per le isole Juan Fernández. Questa strategia sarebbe stata ripetuta in varie occasioni durante il viaggio

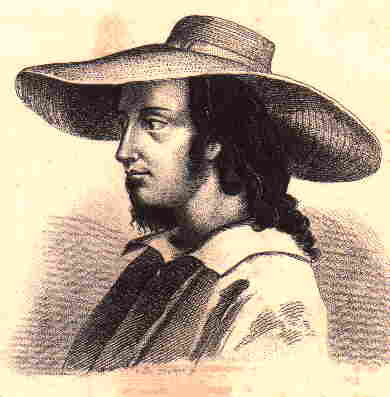
Thaddäus Haenke, ritratto di Vinzenz Raimund Grüne, fine XVIII sec.

Il 17 marzo anche Malaspina giunse a Valparaíso e qui riuscì ad unirsi alla spedizione Tadeusz Haenke. Questi era giunto in ritardo all'appuntamento a Cadice e, imbarcatosi successivamente, era poi sopravvissuto a un naufragio al largo delle coste del Sud America perdendo tutto tranne un trattato botanico di Linneo. In seguito, aveva viaggiato attraverso la Pampa e aveva attraversato le Ande, raccogliendo oltre 1400 esemplari di piante rare e persino sconosciute lungo la strada per riunirsi al viaggio di Malaspina e Bustamante. Il naturalista si unì all'equipaggio della Descubierta e avrebbe dato contributi significativi alla spedizione. Il suo valore come botanico era noto ma poiché era anche uno studioso di musica interessato al folklore e all'etnologia, fu in grado di fare trascrizioni musicali di diversi canti rituali delle varie tribù visitate. Questi testi musicali appartengono a popoli che oggi sono stati totalmente assimilati o in alcuni casi sono scomparsi e oggi costituiscono quindi un tesoro inestimabile di documenti per gli etnomusicologi.

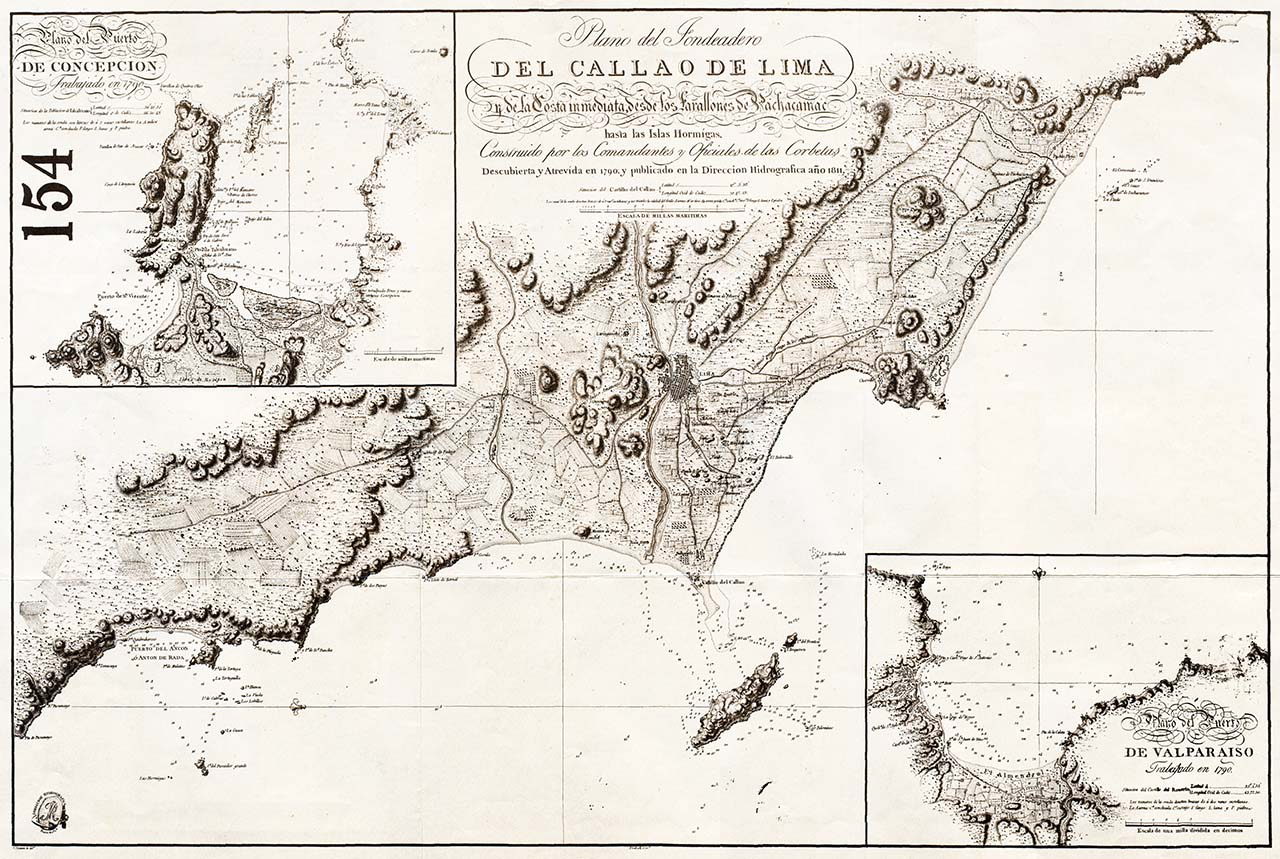
Mappa dell'ancoraggio di Callao de Lima, spedizione Malaspina, 1790

Successivamente le corvette ancorarono a Coquimbo della cui amenità, salubrità e ricchezza di risorse naturali Malaspina farà enfatiche descrizioni. Purtroppo mentre cartografi, astronomi e botanici si mettevano al lavoro, anche qui ricominciarono le defezioni dell'equipaggio, soldati compresi, rischiando di mettere a repentaglio la possibilità di continuare la navigazione, costringendo quindi i due capitani a rimettersi in fretta in mare il 30 aprile. Il 3 maggio decisero di separarsi e incontrarsi tre o quattro settimane dopo a Callao, il porto di Lima.
Il 20 maggio avvistarono l'Isola di San Lorenzo che si trova proprio di fronte alla baia di Callao. Come pianificato, la spedizione rimase nel vicereame del Perù per quattro mesi. Fu la prima sosta importante nel corso della spedizione, dedicata alla manutenzione delle navi e all'organizzazione dei materiali da inviare in Spagna, oltre che al rilievo delle coste e all'esplorazione dell'interno, con spedizioni botaniche e geodetiche. Contemporaneamente furono fatti lavori di manutenzione sulle corvette, furono rifornite le provviste e si ripristinò l'equipaggio. Si trattava di aspettare la fine della stagione delle piogge prima di procedere verso l'equatore. Malaspina si trasferì direttamente a Lima, mentre all'inizio gli studiosi si erano stabiliti a Callao. Soluzione non gradita al comandante che temeva che le attrattive di una città portuale potessero distrarli dai loro normali doveri né gradiva per gli stessi motivi che albergassero in una città come la capitale. Trovò quindi un compromesso quando i frati di un vicino convento concedettero alla spedizione una piccola e isolata fattoria a circa a metà strada tra Lima e Callao e un nobile del luogo mise a disposizione dei viaggiatori la sua vicina casa di campagna.
Durante la permanenza a Lima arrivarono molte lettere dalla Spagna per i navigatori. Con ogni probabilità fu qui che Malaspina venne al corrente degli accadimenti in Europa e dei nuovi ideali che avevano trasformato la Francia, verso i quali il comandante esprimerà il proprio scetticismo nella corrispondenza con il diplomatico italiano Paolo Greppi.
Con l'arrivo dell'autunno la spedizione spiegò nuovamente le vele verso Nord, lasciando Callao il 20 settembre. Il 27 erano in vista di Paita e quindi puntarono verso il golfo di Guayaquil avvistando l'isola Puná il giorno seguente. A Guayaquil sostarono circa un mese per compiere rilievi idrografici, tracciare la cartografia costiera, esplorare l'interno della regione, fare osservazioni astronomiche e raccogliere campioni botanici. A tal scopo Antonio Pineda, Haenke e Née intrapresero escursioni fin sul Chimborazo e ad altre montagne vicine coperte da neve perenne. Gli scienziati furono in grado di calcolare l'altezza del grande vulcano confrontandola poi con quelle ottenute da precedenti esploratori europei.

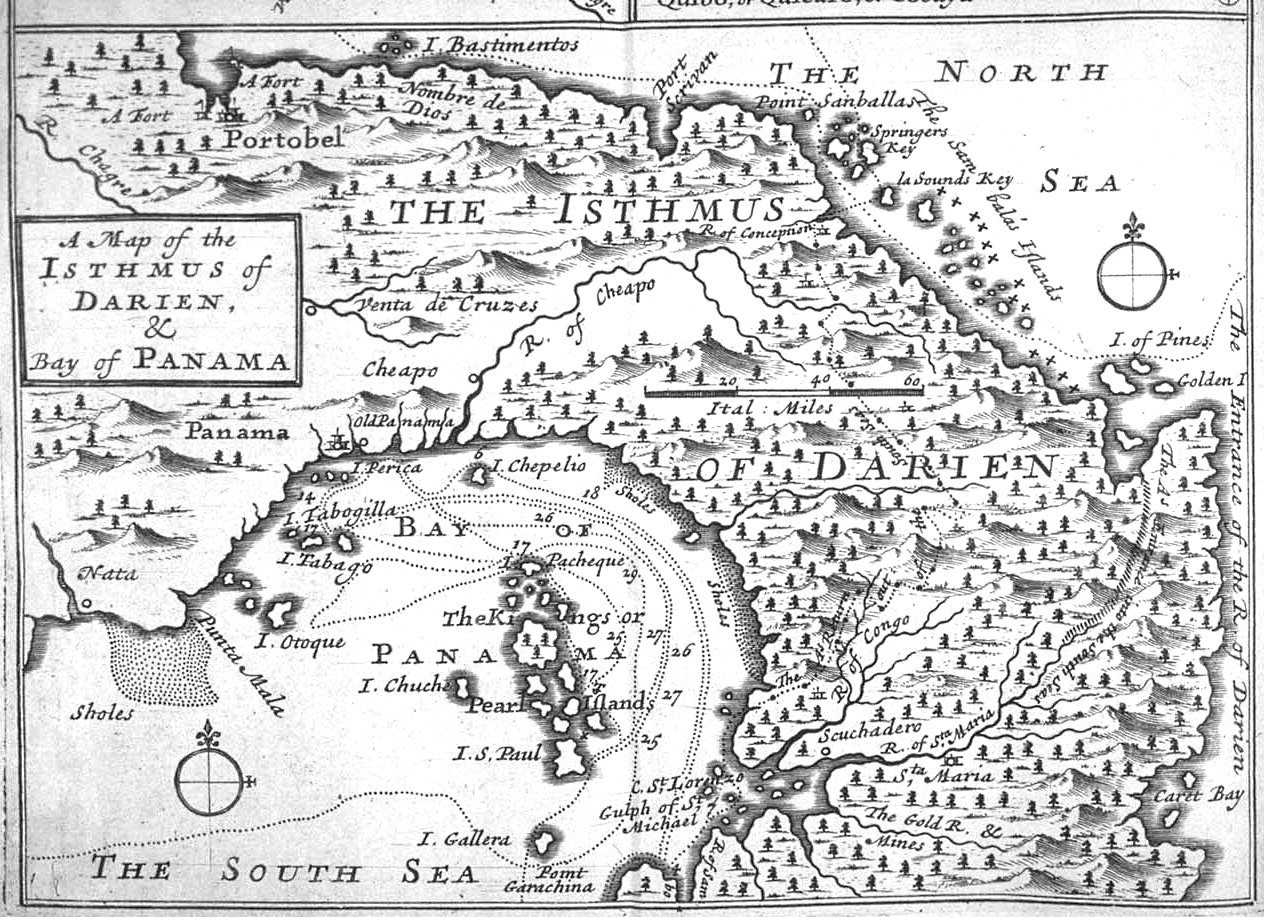
Carta dell'istmo di Darien e Panama di Herman Moll, 1697

I viaggiatori ripresero quindi la rotta verso Nord con la navigazione resa difficile dalle avverse condizioni climatiche. L'11 novembre entrarono nel golfo di Panama e il 16 nel porto di Perico, a circa cinque chilometri da Panama, dedicandosi fino al 23 alle osservazioni scientifiche programmate. Le condizioni della città stupirono gli ufficiali, Panama non mostrava infatti che un vago ricordo del suo passato splendore ma conservava la sua importanza da un punto di vista strategico e commerciale. Pertanto Malaspina ordinò che le misurazioni geografiche fossero particolarmente accurate e in particolare a Juan Vernacci di attraversare l'istmo e di intraprendere calcoli astronomici a Chagres sulla costa atlantica con l'obiettivo di studiare l'eventuale realizzazione di un canale. Il comandante infatti, pur coltivando ancora il sogno di trovare un passaggio a Nord-Ovest, era consapevole che l'alternativa più pratica per aggirare Capo Horn era quella di tagliare un canale attraverso l'istmo, anche se quel progetto era ancora percepito come irrealizzabile nell'immediato futuro. Concluse tutte le operazioni previste per gli studi nella regione, il 15 dicembre le due navi diedero nuovamente le vele al vento per il prosieguo della missione.
Ancora una volta le corvette si separarono. Il piano era di riunirsi ad Acapulco
o San Blas. La Descubierta visitò El Realejo in Nicaragua e Sonsonate nell'odierno El Salvador, entrando nel porto di Acapulco il 27 marzo. Qui venne a sapere che la Atrevida era già passata e aveva continuato il suo viaggio facendo rotta verso San Blas.

### Il viaggio a Nord-Ovest

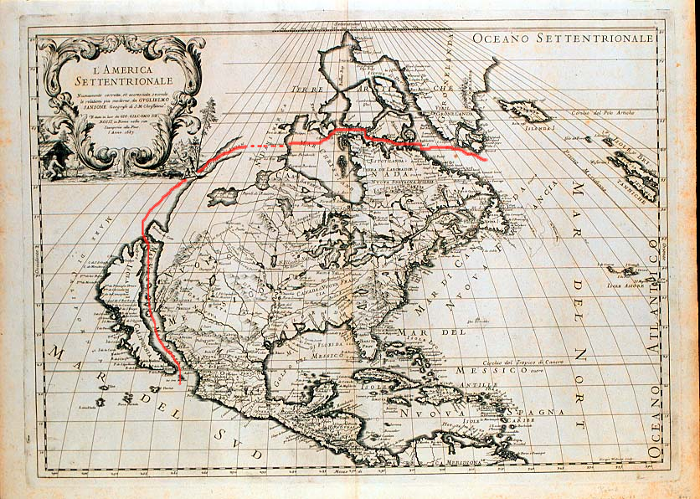
Mappa del Nord America con indicata la posizione ipotetica dello stretto di Anián, di Guillaume Sanson, Roma, 1687

Mentre l'equipaggio si occupava di ricostituire le scorte e gli studiosi continuavano i loro studi nei dintorni della città, il comandante ricevette dal viceré, il Conte di Revillagigedo, ordini che erano appena arrivati dalla Spagna. Uno di loro era di particolare importanza: il ministro Valdés lo informava, come il conte aveva già comunicato a Bustamante, che il re aveva ordinato alla spedizione di viaggiare lungo la costa nord-occidentale dell'America fino al 60° Nord e quindi verificare l'esistenza o meno di un passaggio navigabile tra l'Atlantico e il Pacifico. Questa discussione era in atto in Spagna dai tempi del sedicente navigatore Lorenzo Ferrer Maldonado che nel 1588 riferì di una sua discussa avventura marittima in cui aveva scoperto il passaggio a Nord-Ovest attraverso il fantomatico stretto di Anian, che gli aveva permesso di accedere al Nord America navigando dall'Oceano Atlantico al Pacifico. È noto che Malaspina aveva spesso espresso il suo scetticismo ed era era già convinto che, con l'eccezione del canale scoperto da Vitus Bering, non navigabile a causa del ghiaccio perenne, non c'era un passaggio aperto praticabile a Nord del continente americano. All'epoca inoltre nessun navigatore esperto credeva ancora nella sua esistenza. Aveva letto le memorie di vari ufficiali di marina e piloti che, dal tempo di Sebastián Vizcaíno all'inizio del XVII secolo, lo avevano cercato senza successo. Non lo aveva trovato Cook, per il quale il comandante nutriva una grande ammirazione e nemmeno Jean François de La Pérouse. Nonostante le evidenze, tuttavia, ogni tanto qualche studioso riaccendeva il dibattito come era successo il 13 novembre dell'anno precedente durante un'assemblea dell'Accademia francese delle scienze quando si era dato nuovo credito alle teorie di un eminente geografo francese, Philippe Buache, che era convinto dell'autorevolezza delle memorie di Ferrer Maldonado.
Malaspina prese atto degli ordini e provvide ad accordarsi con Bustamante, che si trovava a San Blas, per il suo ritorno con l'Atrevida ad Acapulco. Il ricongiungimento delle navi ebbe luogo il 20 aprile. In una riunione di tutti gli ufficiali il giorno seguente furono stabiliti i piani e le preparazioni necessari per l'imminente impegnativa campagna e fissata per il 1º maggio la data di partenza. La nuova missione non cancellò però quelli che erano gli intenti iniziali della spedizione e a tale scopo i due comandanti lasciarono in Messico alcuni ufficiali, tra cui Antonio Pineda, e il naturalista Née, sotto il comando di Dionisio Alcalá Galiano. In compenso si unì alla spedizione un nuovo pittore, Tomás de Suria.

Ancora dubbioso riguardo all'imminente campagna, quattro giorni prima di partire scrisse al fratello, Azzo Giacinto: 
(Alessandro Malaspina)

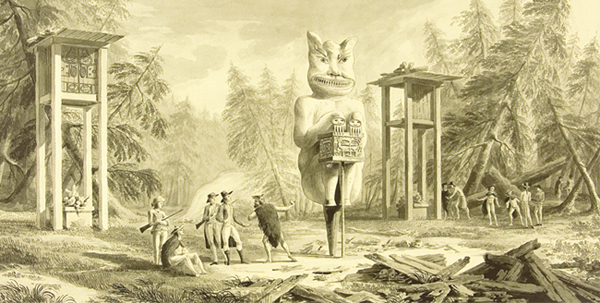
Rituale funerario con Totem (al centro) e grandi pira funerarie (ai lati), Fernando Brambila, dintorni di Mulgrave, 1791.

Come previsto, le corvette intrapresero il viaggio verso il Nord il 1º maggio 1791. Attorno al 23 giugno entrarono nella baia di Sitka, avvistando il monte Edgecumbe e continuarono ad esplorare la costa cercando di identificare i dettagli descritti da Maldonado. Il 26 giugno si affacciarono su una promettente insenatura tra le montagne che orlano la baia di Almirantazgo, la cui apertura e il profilo serpeggiante «parecian asemejarse à la tierras de Ferrer Maldonado». Non potendo spingersi oltre per le insidie del fondale, il 27 giugno le corvette ancorarono nel piccolo porto di Mulgrave e Malaspina fece calare delle scialuppe per predisporre una base sulla terraferma e poter continuare più agevolmente l'esplorazione.
Mentre queste si trovavano a poca distanza dalla riva, vennero avvicinate da due canoe occupate da indigeni del popolo degli Tlingit che li salutavano entusiasticamente per dimostrare che venivano in pace. Il capo tribale, a cui i suoi soggetti si rivolgevano con il titolo di Ankau, arrivò intonando un canto di pace mostrando interesse per uno scambio di beni che l'equipaggio della spedizione accettò di buon grado. Durante la permanenza nella baia, i rapporti con i locali si mantennero generalmente pacifici anche se non mancarono episodi di furti e sporadici atteggiamenti ostili sempre risolti dall'equipaggio senza mai ricorrere alla violenza.
Caricate provviste per quindici giorni, mentre le corvette rimanevano ancorate a Mulgrave, il 2 luglio gli spagnoli iniziarono la loro esplorazione della baia più grande servendosi di due più agili lance, una delle quali sotto il comando dello stesso Malaspina. Ben presto gli esploratori si imbatterono però nel ghiacciaio Hubbard che sbarrò loro la strada e fu pressoché subito chiaro che quello che avevano cosi brevemente percorso non era certamente il passaggio a nord-ovest ma una semplice baia che Malaspina decise di chiamare Puerto de Desengaño, baia del disinganno, per esprimere nel nome la delusione degli esploratori. Sulla spiaggia Malaspina eseguì un atto consistente nel seppellire una bottiglia che conteneva un documento con la data e i nomi degli ufficiali in modo da prendere simbolicamente possesso di quel territorio per conto del re di Spagna, accreditato da una moneta spagnola interrata lì accanto. L'isolotto accanto a dove ancorarono fu intitolato a Haenke in ossequio al botanico, «que dividía con nosotros en aquel viaje todos los peligros é incomodidades de la navegación».

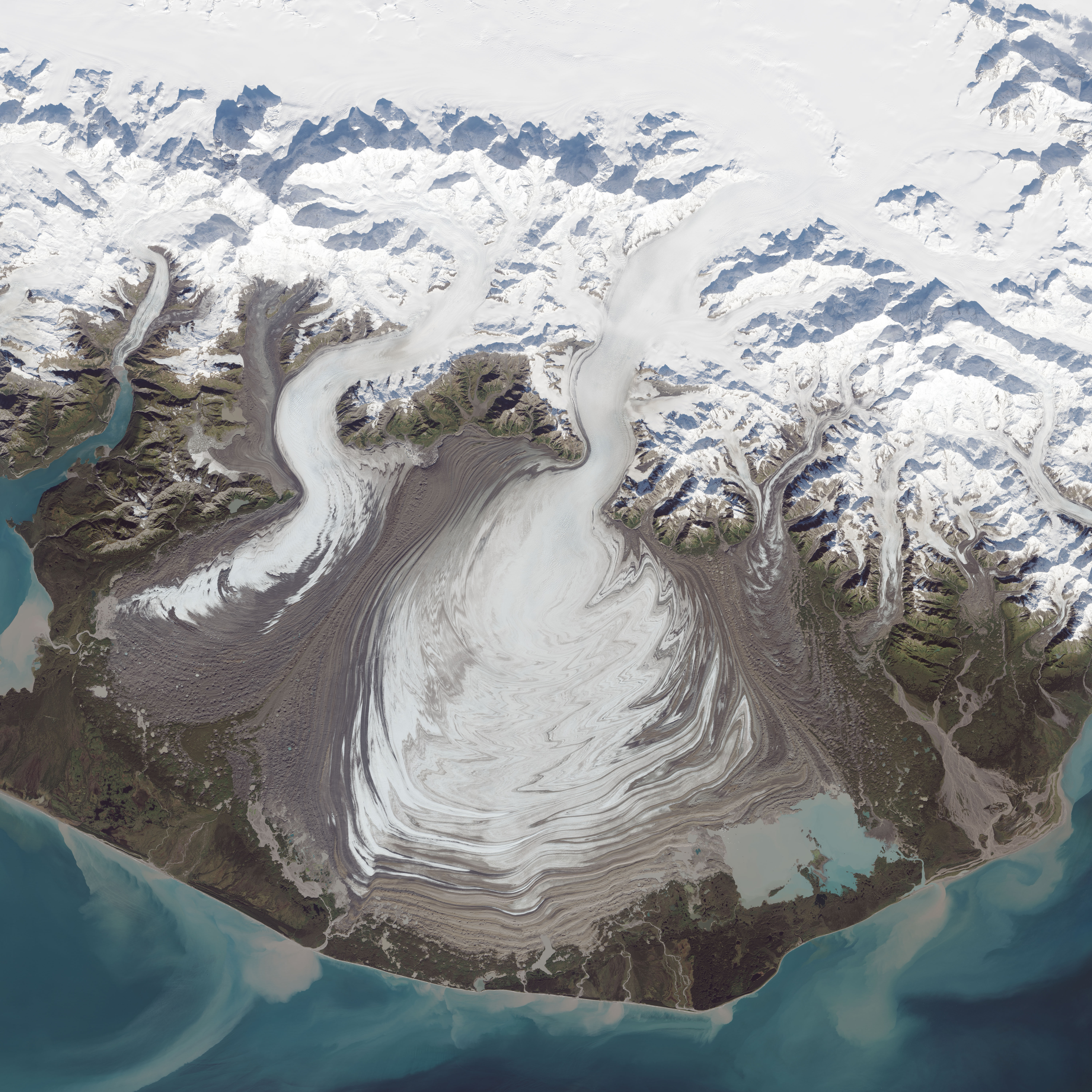
Il ghiacciaio Malaspina nel 2014

Lasciando Mulgrave, il 5 luglio le navi salparono verso nord lungo la costa fino alla latitudine 68º N, avvistando lungo la rotta il monte Saint Elias e valutandone l'altezza in 2792 tese. Il ghiacciaio del monte sarebbe stato in seguito intitolato a Malaspina. La presenza di una catena montuosa ininterrotta precludeva ogni ulteriore speranza di trovare uno stretto, mentre venti avversi impedirono l'ingresso in quello di Prince William. Ma la sua geografia era già nota dalla spedizione di Cook, ed era stata mappata da Salvador Fidalgo l'anno precedente. Continuarono quindi le loro attività a nord delle isole Montague e Hinchinbrook e navigarono verso est seguendo la costa alla ricerca di un potenziale accesso al passaggio a Nord-Ovest finché il 27 luglio Malaspina decise di abbandonare la ricerca del mitico stretto di Maldonado, invertendo la rotta per fare ritorno al Sud.
L'infruttuosa ricerca del passaggio non fu però priva di significati. Gli scienziati della spedizione poterono dedicarsi a approfonditi studi del popolo Tlingit raccogliendo dettagliate informazioni sulle abitudini sociali, la lingua, l'economia, i metodi di guerra e le pratiche funerarie. Gli artisti della
spedizione, Tomas de Suria e José Cardero su tutti, realizzarono ritratti di membri delle tribù e scene di vita quotidiana degli indigeni. I botanici della spedizione raccolsero e descrissero numerose e nuove piante sconosciute agli europei. Dal punto di vista della ricerca geografica, il 26 luglio Malaspina scrisse sul suo diario:
(Alessandro Malaspina)

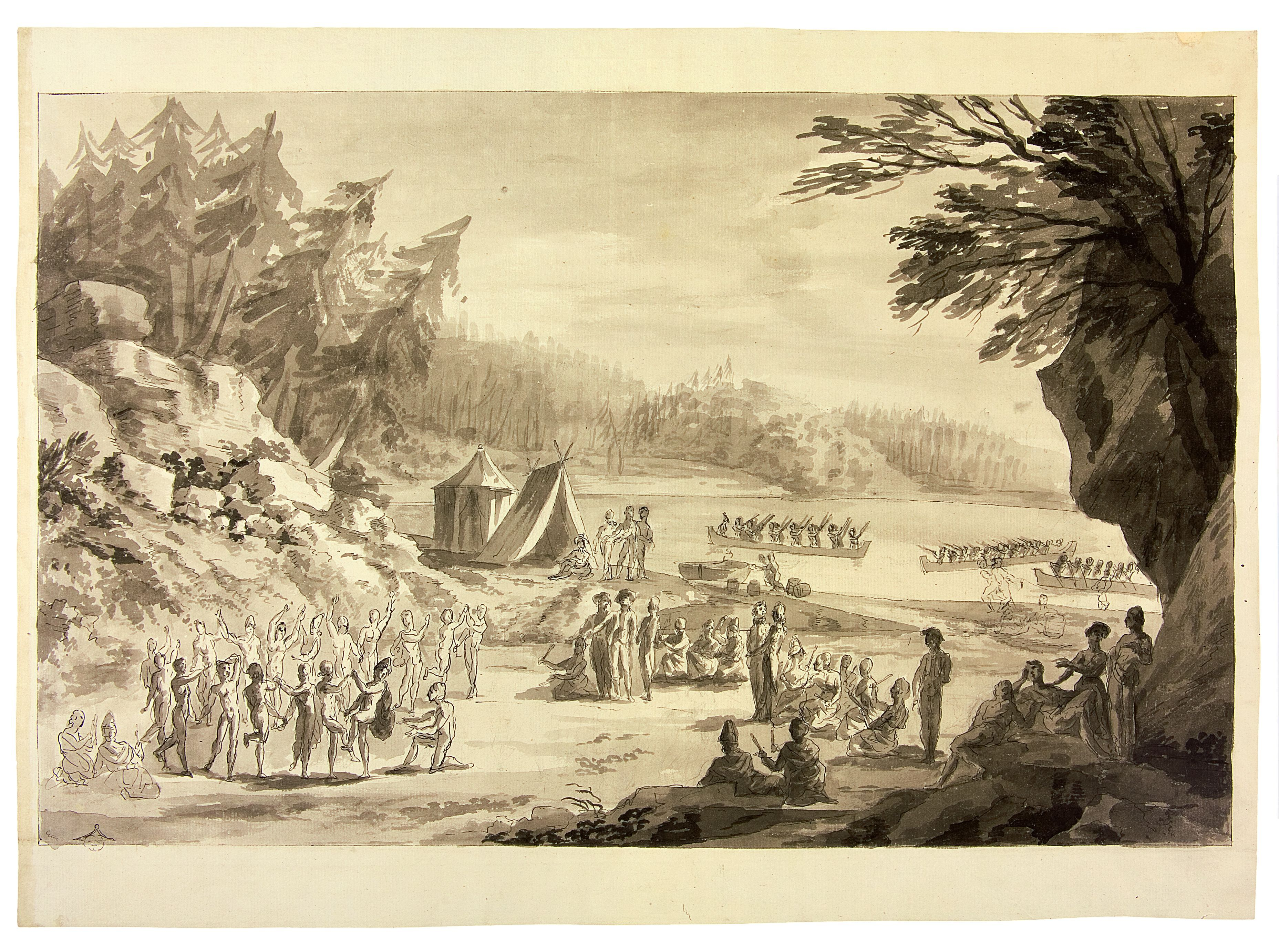
Danza sulla spiaggia. Isola di Nootka, Columbia Britannica, Canada. Disegno a penna e nero di seppia, Tomás de Suria, 1791. Museo Navale di Madrid.

Dopo due mesi e mezzo di navigazione e un mese e 21 giorni di ricognizione delle coste e delle isole, alle prime luci del 12 agosto 1791 le navi avvistarono l'isola di Nootka. Prima dell'alba si avvicinarono diverse canoe di indigeni per scambiare prodotti della pesca. I membri della spedizione furono stupiti di sentirli pronunciare qualche parola in spagnolo ma la ragione fu presto chiara. L'isola, che si trova accanto alla molto più grande isola di Vancouver di cui allora però si pensava facesse parte, aveva infatti visto in quegli anni crescere la sua importanza, alimentando tensioni sfociate in una crisi aperta tra Spagna e Inghilterra, che aveva portato alla creazione nel 1790 di un insediamento spagnolo e di un forte con una guarnigione di soldati. Malaspina riporterà sul suo diario l'emozione di veder sventolare ad un certo punto la bandiera patria su un vicino promontorio e poco dopo sugli alberi di tre vascelli che si avvicinavano dalla costa. Quindi il capitano Pedro Alberni della compagnia di volontari della Catalogna e il guardiamarina Manuel Saavedra, si incaricarono di ricevere Malaspina e i suoi ufficiali in assenza di Francisco de Eliza, comandante della base, in quel momento in missione di ricognizione lungo la costa vicina.

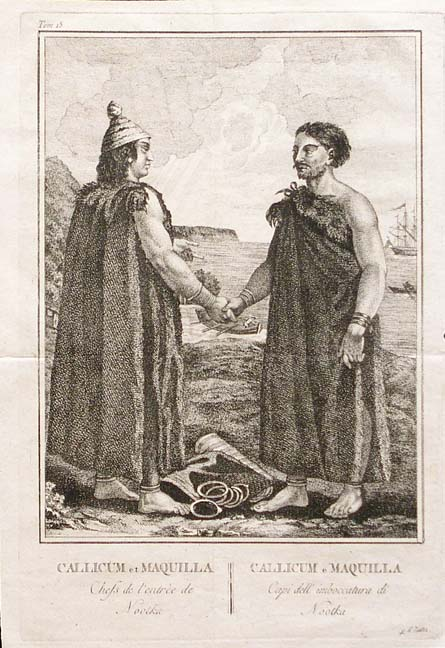
Callicum e Maquinna, dalla traduzione italiana di "John Meares, Voyages Made in the Years 1788 and 1789 from China to the Northwest Coast of America", (Napoli, 1796)

Tutto questo territorio era sotto la sovranità del capo principale Maquinna (o Macuina), che viveva in un villaggio all'imboccatura di una delle insenature vicine. Maquinna aveva già avuto contatti con spagnoli, inglesi, e visitatori americani, e le relazioni non erano sempre state amichevoli. Il quel momento il livello di quelle con gli spagnoli si trovava al suo punto più basso a causa del comportamento sconsiderato dell'ufficiale spagnolo Esteban José Martínez che aveva provocato un incidente in cui il capo Callicum, alleato di Maquinna, aveva perso la vita. Malaspina aveva quindi ricevuto l'ordine di migliorare, se possibile, le buone relazioni con la nazione nativa, i Nuu-chah-nulth. Nel frattempo gli studiosi della spedizione si dedicarono allo studio antropologico ed etnografico della popolazione. I geografi intrapresero l'esplorazione sistematica delle innumerevoli insenature della regione. Nessuno pensava più al passaggio a Nord-Ovest. Tuttavia, le mappe di Cook contenevano un buon numero di lacune, ed era importante riempirle. Queste indagini accertarono l'insularità dell'isola di Nootka e furono l'occasione per visitare diversi villaggi di nativi che si annidavano sulle varie baie, isolotti e anfratti che caratterizzavano il profilo costiero.
Etnologicamente gli studiosi si concentrarono anche sulle presunte pratiche di cannibalismo cui si pensava si dedicassero i Nootka. All'arrivo della spedizione la questione era ancora dibattuta tra gli spagnoli e lo stesso Maquinna era sospettato di antropofagia. Malaspina decise di risolverla. La conclusione fu che il cannibalismo era sconosciuto al popolo Nootka. Il fraintendimento era nato da una tradizione locale di tagliare ritualmente una parte del corpo dei nemici uccisi in battaglia, come atto simbolico propiziatorio e non un mezzo per nutrirsi.
Come ultimo atto prima della partenza Malaspina incontrò Maquinna per redigere un trattato di amicizia per consolidare le relazioni con le popolazioni indigene al fine di garantirsi il loro appoggio nella strategica baia. Maquinna ricevette alcuni regali per uso pratico come, tre le altre cose, due vele per canoa,  quattro vetrate per finestra e panno blu. Il capo indigeno, da parte sua, ratificò a Malaspina che il terreno concesso all'insediamento spagnolo con il suo consenso rimaneva in possesso di coloro che ci vivevano, assicurando l'esclusione degli inglesi.  Apprezzando i regali, egli prevedeva l'inizio di una duratura era di pace. La spedizione visitò il villaggio di Maquinna e da qui le due navi avrebbero navigato verso Sud.
Le corvette salparono il 28 agosto. Superarono lo stretto di Juan de Fuca e non si fermarono fino a raggiungere il 13 settembre la missione spagnola di Monterey in Alta California. Il 25 settembre gli ufficiali lasciarono Monterey e viaggiarono insieme fino a Cabo San Lucas all'estremità meridionale della penisola della California dove si separarono: l'Atrevida fece rotta per Acapulco e la Descubierta per San Blas. Dopo aver confrontato le note di viaggio con l'ufficiale di marina Salvador Fidalgo, che era rimasto di base a San Blas, anche Malaspina si diresse ad Acapulco dove arrivò il 19 ottobre, tre giorni dopo l'Atrevida.
Mentre il comandante si preparava per le successive tappe del viaggio, si misero al servizio di Malaspina i pittori italiani Fernando Brambilla e Giovanni Ravenet appena giunti dal golfo del Messico. Brambilla era un abile paesaggista, mentre Ravenet era un eccellente ritrattista. A loro fu commissionato il compito di completare alcuni schizzi iniziati da altri artisti durante la campagna del Nord-Ovest. Nel frattempo si riunirono all'equipaggio i naturalisti Pineda e Née che durante i mesi di esplorazione in Messico avevano accumulato un'enorme quantità di dati; parimenti si dimostrarono preziose le osservazioni astronomiche idrografiche e quelle per rilevare la latitudine in mare frutto degli sforzi di Dionisio Galiano. Come risultato di ciò il comandante stimò che la spedizione aveva già raddoppiato i risultati scientifici previsti, qualunque cosa avessero successivamente raccolto in Asia.

### Da Acapulco alle Filippine
Nonostante un terzo dell'equipaggio vittima della dissenteria causata probabilmente dalle malsane condizioni e dal clima tropicale di Acapulco, il 20 dicembre i due comandanti lasciarono la costa della Nuova Spagna per continuare la spedizione in direzione delle Filippine e quindi esplorare l'Oceania. Per completare il lavoro lasciato in sospeso dalla Atrevida e dalla Descubierta, una parte della spedizione venne destinata a una campagna di rilievo idrografico della costa pacifica dell'America settentrionale da svolgersi nel corso dell'anno successivo, con gli ufficiali Cayetano Valdés y Flores e Dionisio Alcalá Galiano al comando rispettivamente delle "golete" Mexicana e Sutil.

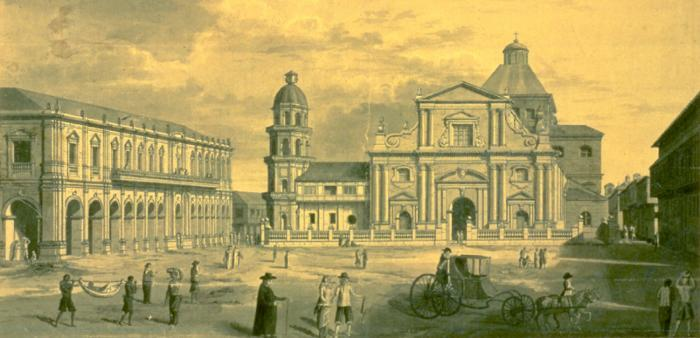
Schizzo della quinta Cattedrale di Manila, di Fernando Brambila durante la sosta della spedizione nella città, 1792

L'11 febbraio 1792 le corvette raggiunsero le isole Marianne, attraccando a Agaña, sede del governatore di Guam. Fu l'occasione per dedicarsi alle cure degli infermi e per disegnare una mappa idrografica della baia, mentre i naturalisti osservavano e raccoglievano campioni di flora, fauna e minerali dell'isola. Il pomeriggio del 22 iniziarono le operazioni di reimbarco, lasciando a terra quattro uomini dell'equipaggio troppo debilitati per proseguire, e il 24 salparono le ancore volgendo la prua verso lo stretto di San Bernardino, ricalcando la rotta seguita da Malaspina nel 1787 al comando dell'Astrea. Il 4 marzo avvistarono il territorio filippino e precisamente capo Espiritu Santo sull'isola di Samar, dove sbarcarono nel solitario porto di Palapa. Dopo la diffidenza iniziale, i nativi salirono a bordo per esibirsi in danze folkloristiche e offrire la loro mercanzia. Nei giorni seguenti gli ufficiali si dedicarono all'esplorazione dei molti canali presenti nei dintorni, gli astronomi osservarono un'occultazione della Luna e i satelliti di Giove e i naturalisti arricchirono la collezione di concologia. Louis Née sbarcò per raccogliere campioni botanici. Si sarebbe successivamente riunito ai suoi compagni al loro arrivo a Manila. Il 10 marzo sciolsero nuovamente le vele per continuare la navigazione. Navigando attraverso l'arcipelago avvistarono i vulcani di Luzon, Mayon e Bulusan, osservandone i pennacchi di fumo. Sventato un tentativo di abbordaggio da parte di imbarcazioni pirata locali, il 25 marzo le corvette arrivarono nella baia di Mariveles, e il giorno successivo ancorarono nel porto di Cavite nella baia di Manila.

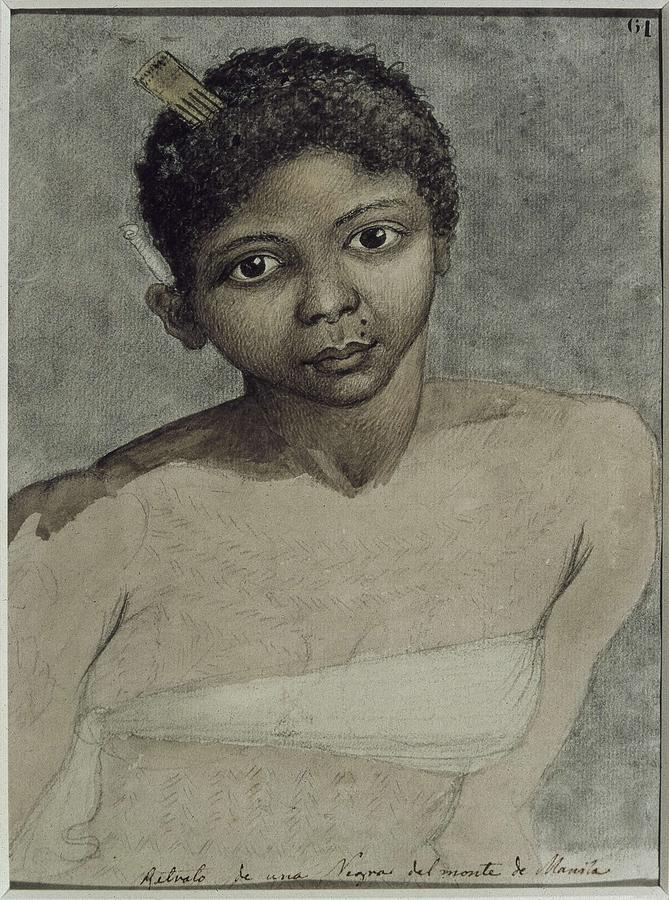
Ritratto di una donna originaria delle montagne attorno a Manila, Juan Ravenet, 1792

Dopo pochi giorni, il 1º aprile, l'Atrevida proseguì alla volta della colonia portoghese di Macao (Cina) per completare delle osservazioni con il pendolo semplice. Due giorni dopo la Descubierta intraprese l'esplorazione della costa settentrionale dell'isola di Luzón mentre i naturalisti penetravano nell'interno dell'isola. Neé si mise in movimento verso Sorsogon, Haenke continuò le sue attività verso Nord mentre il colonnello Pineda si diresse nelle regioni centrali. Gli studiosi si trovarono presto a che fare con vulcani in eruzione, territori spesso inospitali dimore di insetti molesti, di rettili e di altri animali selvatici pericolosi e specialmente di tribù di nativi selvagge e ostili. Condizioni estreme che a giugno culminarono con l'inizio della stagione dei monsoni. Le maggiori difficoltà le ebbe il piccolo gruppo di Pineda attraversando la calda e umida foresta pluviale. Impegnato nell'ascesa dei monti Caraballo, il colonnello fu colto dalle prime febbri e le sue condizioni di salute degenerarono inesorabilmente lungo le rive del rio Cagayán fino a che la morte lo colse il 23 giugno nel piccolo villaggio di Badoc, mentre era assistito da frati augustini.
Durante le settimane passate a Luzon, Ravenet fece alcuni ritratti molto interessanti di membri di popolazioni con tratti negridi che oggi sono quasi estinte sull'isola. Nonostante la possibilità di intraprendere ulteriori ricerche terrestri ed etnografiche, fare ancora prospezioni idrografiche e osservazioni astronomiche, novembre era il mese che il comandante attendeva per dirigersi verso Sud. Tuttavia, c'erano alcune carte idrografiche che dovevano ancora essere disegnate, così decise di lasciare a Cavite un ufficiale, Martín de Olavide, per portare a termine questi incarichi. Nel primo pomeriggio del 15 novembre 1792, presero quindi nuovamente il largo con direzione Zamboanga, sull'isola di Mindanao che avvistarono dopo sette giorni di navigazione. Qui sostarono una quindicina di giorni, accolti con calore dal governatore e comandante della fortezza a difesa della città spesso minacciata da pirati. E proprio un'incursione di pirati malesi si trovarono ad affrontare e respingere la mattina del 5 dicembre, mentre si preparavano a ripartire. Alla mezzanotte del 6 dicembre levarono le ancore manovrando verso il Pacifico, affrontando condizioni atmosferiche e di mare avverse. Solo il 22 dicembre riuscirono a lasciare l'arcipelago e entrarono finalmente nell'oceano. Quindi decisero di navigare lungo le coste delle isole Celebes e Molucche, per poi dirigersi verso la Nuova Zelanda e l'Australia orientale

### Il viaggio nel Sud Pacifico
Navigarono di conserva, anche di notte alla luce solo della Luna, con le corvette che si alternavano alla testa del convoglio per garantire l'una la sicurezza dell'altra imbarcazione. Il capodanno del 1793 li trovò in alto mare, più o meno all'altezza della Nuova Guinea. Durante le prime fasi della navigazione gli ufficiali ebbero l'opportunità di correggere la posizione di molte isole che incrociavano, indicate con vari nomi di tanto in tanto sulle mappe britanniche a loro disposizione. Alle 8 di mattina dell'11 febbraio avvistarono l'isola di Erroman nelle Nuevas Hébrides, facilmente riconosciuta dalla considerevole altezza a dispetto delle piccole dimensioni, esattamente come l'aveva descritta il capitano Cook.
Alle prime luci del 25 febbraio le corvette si avvicinarono alla baia di Dusky, un fiordo all'estrema propaggine sudoccidentale della Nuova Zelanda. La baia era già stata visitata e studiata da Cook, e ancora una volta Malaspina ebbe occasione di essere soddisfatto dei rilievi del navigatore britannico. Tuttavia, la carta disegnata da Felipe Bauzá sarebbe in seguito risultata molto più dettagliata di quella prodotta dagli ufficiali del secondo viaggio di James Cook. Uno degli scopi principali della spedizione era quello di condurre esperimenti utilizzando un
pendolo per misurare la gravità al 45º parallelo, compito già programmato da Malaspina durante il soggiorno ad Acapulco nel mese di dicembre 1791. Queste misurazioni facevano parte di una missione ufficiale assegnata alla spedizione per gettare le basi per elaborare un sistema metrico universale, uno dei desideri dell'Illuminismo. Il 16 febbraio 1793 Malaspina scriveva sul suo diario:
(Alessandro Malaspina)
Gli esperimenti e i rilievi di Bauzà fornirono informazioni geodetiche notevoli, ma le pessime condizioni atmosferiche impedirono di proseguire in sicurezza. Il comandante quindi preferì mettere in secondo piano la scienza non indugiando oltre nella baia. Inoltre le condizioni di salute di molti degli uomini reclutati nelle Filippine, infiacchiti dalla lunga e difficile navigazione nell'oceano, destavano preoccupazione e preferì partire prima del previsto verso l'Australia.

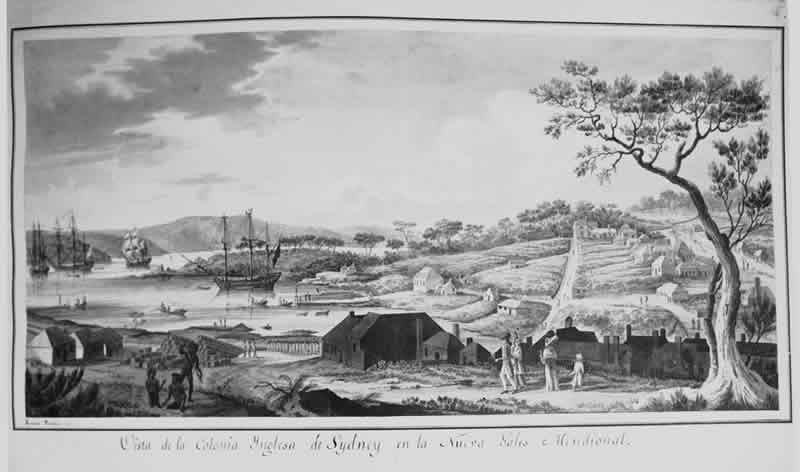
Vista della colonia di Sydney. Disegno di Fernando Brambilla, 1793

Il 27 febbraio decisero di dirigersi verso Port Jackson o Botany Bay. Misero quindi la prua a Est e il 28 erano già a 70 leghe dalla Nuova Zelanda, avvistando il 12 marzo la bandiera inglese che sventolava sull'imboccatura di Port Jackson, dove la Descubierta ancorò alle 10 del mattino, mentre la Atrevida si fermò un po' più a Sud. Dalla terraferma una imbarcazione si accostò a quest'ultima portando gli omaggi del governatore facente funzioni, il maggiore Francis Grose. L'accoglienza fu cordiale e rispettosa e la barriera linguistica superata facilmente dall'ottima padronanza dell'inglese da parte di uno degli ufficiali di Malaspina, l'alfiere Jacobo Murphy. Il comandante chiese e ottenne che gli equipaggi potessero sbarcare per riposarsi, acqua potabile e legna da ardere e il permesso di provvedere alla manutenzione delle navi e degli attrezzi dopo un viaggio di novantasette giorni. Si assicurò l'autorizzazione a raccogliere campioni botanici e di zootecnica da aggiungere alla collezione del Real Gabinete, oltre che a continuare gli esperimenti con il pendolo semplice. Murphy comunicò infine al maggiore Grose l'intenzione degli ufficiali di addentrarsi nella baia di Sydney e ottenne il permesso di entrare a Botany Bay, promettendo di prendere e rispettare tutte le misure necessarie tali da garantire la sicurezza dei condannati e il buon ordine interno della colonia penale, teoricamente a rischio per la presenza di due navi di un'altra nazione.
Per evitare attriti con i coloni britannici durante la sosta, Malaspina si mostrò molto attento nel cercare di mantenere tra i suoi l'ordine più rigoroso e una disciplina di tipo militare. Il sistema diede i suoi frutti e il 27 marzo le navi furono di nuovo pronte a salpare senza incidenti da riportare. Tuttavia, poco prima della partenza dalla colonia inglese, il comandante avrebbe scritto nel suo diario che il comportamento dei suoi marinai era stato veramente esecrabile. Fortunatamente, almeno gli ufficiali erano riusciti a congedarsi dalle autorità britanniche facendo un'ottima impressione.
Nel pomeriggio del 10 vennero sistemati a bordo gli strumenti astronomici e gli altri utensili. Infine, fallite nella notte nuove osservazioni del primo satellite di Giove, sciolsero le vele e all'alba dell'11 le corvette presero il largo. Navigarono quindi utilizzando tutta la velatura disponibile, in modo da allontanarsi prima che il vento si calmasse e alle tre del pomeriggio erano già a sette miglia dalla costa. La tappa successiva era l'arcipelago delle isole dell'Amicizia, oggi note come Tonga, e precisamente il gruppo di Vava'u. Al di là dei compiti geografici, naturalisti ed etnologici che aveva senza dubbio in mente, infatti, Malaspina era il portatore di una missione urgente per il governo spagnolo: ristabilire i diritti che la Spagna rivendicava su quelle isole, dal momento che il primo europeo a sbarcarvi era stato il galiziano, Francisco Antonio Mourelle de la Rúa  il 4 marzo 1781.
Il 26 aprile, a 60 leghe dalla Nuova Zelanda, furono investiti da un insidioso fronte temporalesco. Mentre i due capitani si persero di vista a causa dell'intensa pioggia, le corvette subirono per quarantotto ore la violenza del vento e i marosi spazzarono i ponti. Un marinaio filippino dell'Atrevida cadde in acqua e fu trascinato via dalle onde. I danni furono ingenti. Il 19 maggio navigarono con prudenza tra le prime formazioni coralline e il 20 maggio fu avvistata la prima isola, Vava'u, una piattaforma corallina con spiagge sabbiose popolate da palme da cocco. Ancor prima di entrare nella baia si avvicinò la prima canoa con tre nativi curiosi a cui furono donate delle semplici ma apprezzate cianfrusaglie colorate. Al tramonto le corvette ancorarono nello stesso posto che Mourelle aveva chiamato Puerto del Refugio. Qui i nativi diventarono una moltitudine e, tenendo fede alla loro fama amichevole, dimostrarono tutto il loro calore all'equipaggio.

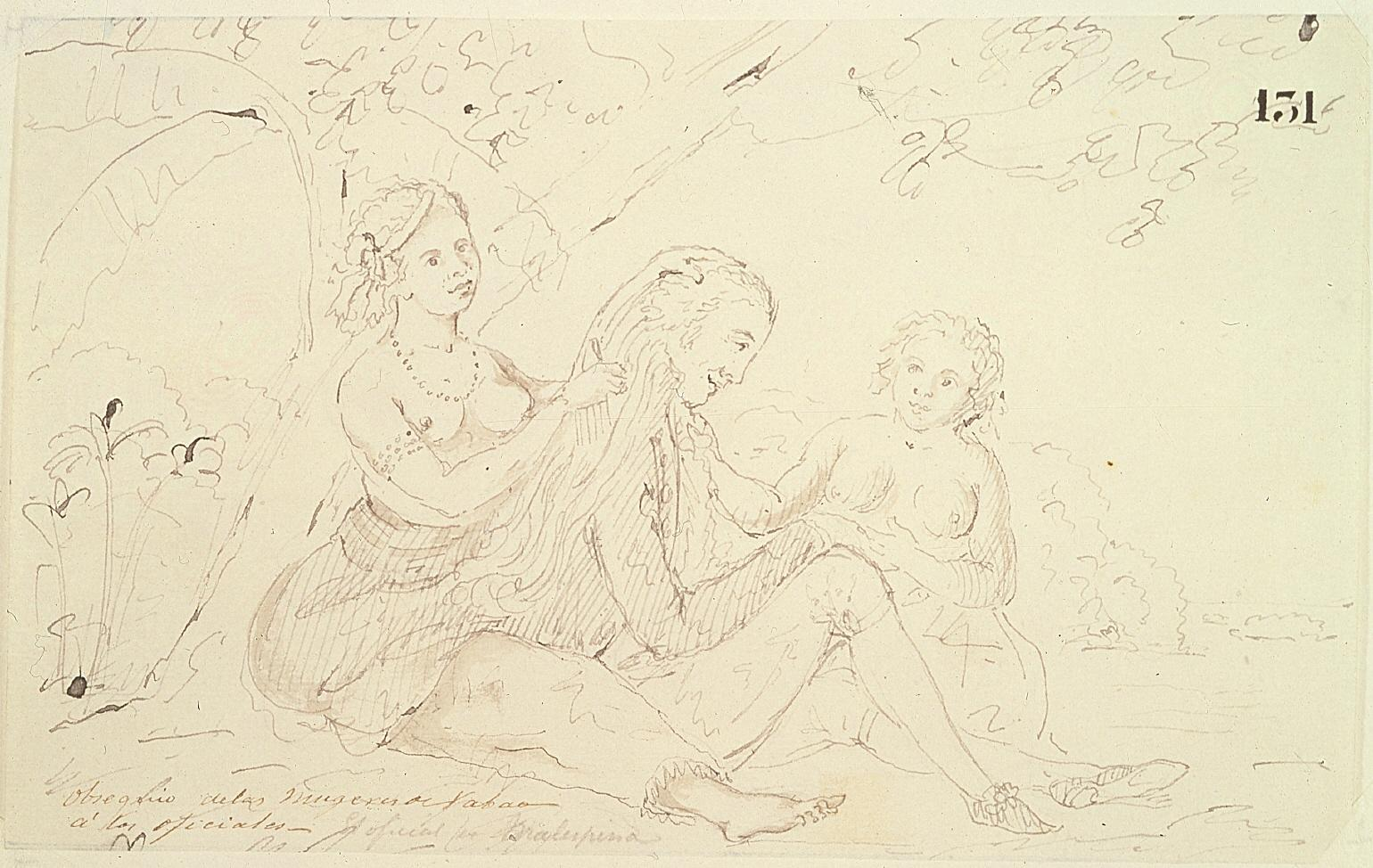
Malaspina ossequiato da donne di Vavao. Disegno a matita e inchiostro su carta di stracci attribuito a Juan Ravenet, 1793

Dopo aver preso le solite misure per prevenire disordini e furti, gli ufficiali invitarono alcuni dei nativi sulle imbarcazioni. Tra loro il corpulento capo locale, Dubou, che salì a bordo della Descubierta offrendo doni e il giorno dopo, Vuna, il capo dell'intero arcipelago. Questo inaugurò una lunga serie di ricevimenti e feste reciproche che gli ufficiali utilizzarono per produrre un dizionario e per raccogliere ricche riserve di informazioni sui costumi, le credenze e la storia di questo popolo. Malaspina riporta tra i costumi locali dei nativi quello di non abbracciarsi o stringersi la mano in stile europeo ma di sfiorarsi il naso a vicenda come manifestazione di affetto. Uomini e donne erano fortemente attratti da perline colorate e vestiario di poco conto che scambiavano volentieri con utensili e generi alimentari, facendosi facilmente capire a gesti. Le donne si mostravano molto sdolcinate, seducendo gli uomini dell'equipaggio per capriccio e per ogni genere di frivolezza. Nonostante l'attenta vigilanza i furti furono inevitabili. Gli indigeni erano infatti molto abili nel sottrarre ai visitatori ogni genere di oggetto. A dispetto poi della loro apparente indole sempre amichevole verso i visitatori, il comandante osservò che in realtà la violenza non era estranea a queste persone e che la vita umana stessa non era tenuta in grande considerazione. In alcune occasioni Vuna propose di uccidere uno dei suoi sudditi che aveva offeso i suoi ospiti, ed erano gli spagnoli che dovevano sempre intercedere in favore del condannato.
Gli studiosi e i marinai avevano comunque molte occupazioni urgenti e nei giorni seguenti si misero al lavoro. Si riapprovvigionarono le scorte di acqua e di legname. Si posizionò l'osservatorio, si iniziarono le ricognizioni idrografiche e si mise in funzione la fucina. Fabbri e falegnami furono impegnati a riparare lo scafo e l'alberatura delle imbarcazioni, gravemente danneggiati dalla tempesta. Le distrazioni erano tuttavia parecchie. Si degustava il "cava", bevanda alcolica fermentata che i nativi consumavano come acqua, e ci si deliziava con le danze che i nativi mettevano in scena sulla spiaggia intonando canzoni con ritmi tribali accompagnate da sonorità di voci e strumenti. E non mancavano le belle donne. Nemmeno il solitamente irreprensibile Malaspina mancherà di approfittarne, mostrandosi allegro e rilassato, seduto sulla spiaggia sotto le cure di due ragazze a seno nudo in un suggestivo disegno realizzato probabilmente dal pittore Ravenet. Il comandante interpreterà gli usi e costumi dei nativi sintetizzandoli sul suo diario con i versi di Torquato Tasso: 
(Aminta: il coro dei pastori, T. Tasso)
  dove il poeta esalta la bella età dell'oro, governata da una legge aurea e felice, voluta dalla Natura (che natura scolpì): ciò che fa piacere è permesso, è lecito. E probabilmente si rese conto che poteva essere pericoloso indugiare oltre in quel paradiso disponendo per la partenza che avvenne il 1º giugno, non senza le lacrime delle donne e i musi lunghi degli uomini e non senza prima seppellire la bottiglia consacrata a testimonianza simbolica dell'appartenenza del territorio alla corona spagnola.

### Dal Perù a Cadice
Lasciato l'arcipelago le navi si diressero a Est verso le sponde peruviane e il 23 luglio erano di nuovo in vista di Callao. Qui il comandante dovette prendersi cura dei parecchi marinari bisognosi di cure mediche. Alcuni soffrivano di dolori al petto, altri erano semplicemente esausti ma molti avevano contratto malattie veneree e non mancavano individui vittime della dissenteria. Tra gli ufficiali quello nelle peggiori condizioni si rivelerà Felipe Bauzá a cui i medici raccomanderanno il rientro via terra verso Buenos Aires proibendogli di sottoporsi ai rigori della traversata attraverso Capo Horn. Malaspina ordinerà a Espinoza di accompagnarlo attraverso le Ande e la Pampa, in modo da poter stilare un rapporto sulla situazione fisica delle regioni interne. Nel frattempo si assicurò che tutti gli infermi fossero ammessi nel miglior ospedale privato. L'assistenza pubblica non era infatti raccomandata e nel locale Hospital Real de San Andrés trionfavano il disagio, abbondava il disordine, regnava l'inefficacia, predominava l'imperizia dei medici.
Col permesso del viceré, pure lo scienziato Tadeusz Haenke decise di non imbarcarsi ma di dirigersi anche lui via terra per Buenos Aires. Il suo intento era di continuare le sue ricerche di botanica e poi tornare in Spagna per proprio conto dopo aver esplorato le regioni di Huancavelica, Cusco e Potosí, per studiarne anche la zoologia e la litologia. L'impresa era molto ambiziosa, vista anche l'enormità della superficie da esplorare, ma si rivelerà solo un espediente per abbandonare la spedizione. Lo scienziato, infatti, non tornerà mai in Europa. Stabilirà la sua residenza a Cochabamba in Bolivia, dove morirà improvvisamente nel 1816 dopo aver pubblicato per anni in Europa articoli sulla geografia e la vegetazione della vasta regione che oggi comprende l'altipiano del Cile, della Bolivia, del Perù e dell'Argentina. Il botanico Luis Neé manterrà invece la sua parola. Sbarcherà a Talcahuano per percorrere la cordigliera andina fino a Santiago, passando poi a Buenos Aires e riunendosi al gruppo a Montevideo.
Ad agosto la posta in arrivo dall'Europa portò la notizia che il nuovo primo ministro, Manuel Godoy, aveva cambiato la politica estera della nazione e la Spagna aveva dichiarato guerra alla Francia. La spedizione era però troppo lontana dalle acque frequentate dalle navi francesi perché Malaspina fosse eccessivamente preoccupato dalla notizia. Poiché la capacità militare delle corvette era limitata, per precauzione i due comandanti decisero comunque di navigare separatamente per minimizzare il rischio di un incontro simultaneo con la marina francese e il 16 ottobre lasciarono Callao. L'8 novembre la Descubierta raggiunse l'ancoraggio di Talcahuano. La sera precedente lo aveva già fatto l'Atrevida. Rimasero nella baia meno di un mese per i soliti rifornimenti e il 2 dicembre Malaspina riprese il mare, seguito il giorno dopo da Bustamante.

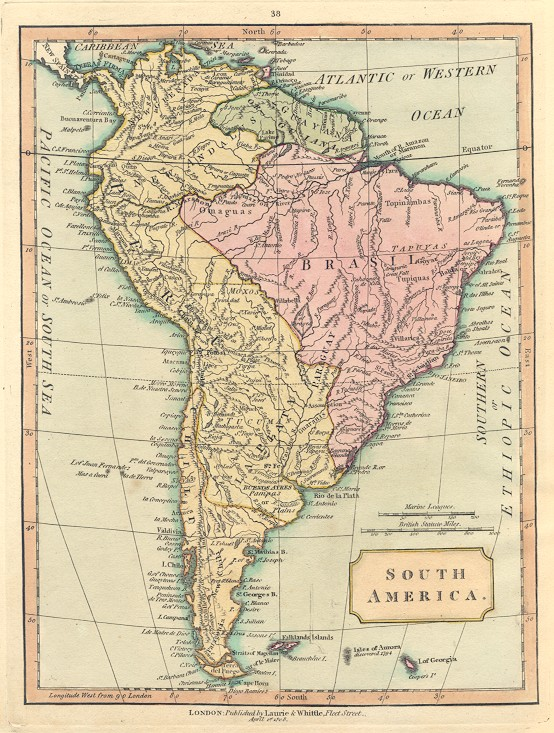
Antica mappa del Sud America con riportate le isole Aurora, 1808

Il 19 dicembre la Descubierta avvistò l'isolotto di Cabo Deseado, il 20 Capo Gloucester e il 21 l'isola Desolación, all'estremo meridione del Cile, nell'arcipelago della Terra del Fuoco, immediatamente a sud della bocca più settentrionale e occidentale dello stretto di Magellano. Il lavoro scientifico fu continuato nelle isole Diego Ramírez, così come sarebbe stato ripetuto da Malaspina lungo alcuni tratti della costa patagonica e contemporaneamente da Bustamante nelle Falkland, verificando anche la scoperta delle Antille del Sud e quella delle isole San Pedro (attualmente note come Georgia del Sud). L'Atrevida verificò anche le esatte coordinate delle isole Aurora: avvistò la principale delle Cormorani il 20 febbraio di quell'anno e via, via tutte le altre isole comprese le rocas Negras. Alle tre del mattino del 24 dicembre la Descubierta  avvistò finalmente Capo Horn e il 26 Cabo Buen Suceso, entrando nell'oceano Atlantico. Trascorso il Capodanno navigando, le due navi si persero definitivamente di vista. Alla metà del mese di febbraio 1794, si incontrarono nuovamente nelle acque del Río de la Plata.
A Montevideo si ritrovarono con Bauzá, Espinosa e Née. Nel frattempo arrivarono altre preoccupanti notizie di guerra dalla Spagna e, su richiesta del viceré del Río de la Plata, Malaspina dovette assumersi la scorta di un convoglio di bastimenti mercantili destinati a rientrare in patria, per quanto le corvette Descubierta e Atrevida non costituissero una protezione adeguata. Poiché era necessario fare alcune riparazioni sulle navi e attendere che si formasse un adeguato convoglio, la partenza fu ritardata fino a giugno. Nell'imminenza però i compiti assegnati non erano ancora stati completati, così Malaspina decise di lasciare Juan Gutiérrez de la Concha e il pilota Juan Inciarte per portare a termine gli incarichi, con l'intesa che avrebbero lasciato il Río de la Plata l'anno successivo.
Al convoglio si unirono alcune navi locali e altre arrivarono da Lima, protette dalla fregata Gertrudis. Trasportavano un grosso carico di oro e argento atteso dal governo per pagare le enormi spese di guerra oltre che coprire gli sprechi di corte. Malaspina, vista la massiccia presenza della flotta spagnola e degli alleati inglesi nell'Atlantico, non era molto preoccupato per la traversata ma era ben consapevole che la Descubierta e l'Atrevida erano mal armate e sarebbero state di poco aiuto in caso di un attacco nemico. Per compensare questa inadeguatezza il comandante decise di giocare d'astuzia, mascherando l'eterogeneo assortimento di navi mercantili e poche e inadeguate navi militari in modo che sembrasse uno squadrone della Armada Española schierato in tre divisioni. Nei giorni prima della partenza, alle navi mercantili furono fatte eseguire le più elementari manovre militari in modo da riuscire a mantenere uno schieramento credibile e sulla nave più grande fu issata la bandiera di guerra. La speranza era che da lontano il raggruppamento apparisse formidabile ma in caso di rischio di venire coinvolti in un combattimento l'ordine era di disperdersi e fuggire. Le precauzioni si rivelarono fortunatamente non necessarie. Il convoglio salpò il 21 giugno e, dopo tre mesi di navigazione senza incrociare alcun naviglio francese, ancorò a Cadice la mattina del 21 settembre 1794. La Descubierta e l'Atrevida erano reduci da 62 mesi in mare. Per il comandante Malaspina, grandemente festeggiato al suo arrivo, finivano «cinque anni occupati unicamente nell'esame del benessere dell'umanità». Così si legge in una lettera scritta al suo amico Paolo Greppi dove contemporaneamente esprimeva la sua angoscia per lo stato di guerra in cui aveva trovato la Spagna e in cui si sarebbe lui stesso trovato presto inevitabilmente coinvolto

## Risultati della spedizione
Il primo risultato degno di nota lo ricorda Malaspina alla conclusione del suo diario. All'arrivo a Cadice il comandante poteva registrare che non c'era stato bisogno di cure mediche per nessun membro dell'equipaggio. In un'epoca in cui lo scorbuto era solo uno dei tanti flagelli capaci di sterminare in pochi giorni interi equipaggi impegnati in spedizioni e viaggi di lungo corso, Malaspina poteva sentirsi orgoglioso di un risultato più che lusinghiero, perché durante l'intero viaggio, a suo dire, solo dieci uomini erano morti, e solo otto di quelli a causa di una malattia. La spedizione di Malaspina fu il primo grande viaggio in mare a lunga distanza a non essere colpito dallo scorbuto. L'ufficiale medico di Malaspina, Pedro González, era convinto che le arance fresche e i limoni fossero essenziali per prevenirlo. Durante una tappa di viaggio di 56 giorni in mare aperto, si verificò un focolaio. Cinque marinai si ammalarono con i primi sintomi, uno di loro seriamente. Dopo tre giorni a Guam tutti e cinque erano di nuovo sani. James Cook aveva fatto grandi progressi contro la malattia, ma altri capitani britannici, come George Vancouver, avevano trovato il suo risultato difficile da replicare. Si sapeva dalla metà del XVIII secolo che gli agrumi erano efficaci, ma per decenni era stato impraticabile conservare frutta o succo di frutta per lunghi periodi sulle navi senza perdere l'acido ascorbico necessario. Il grande impero della Spagna e i molti scali possibili resero più facile acquisire frutta fresca.

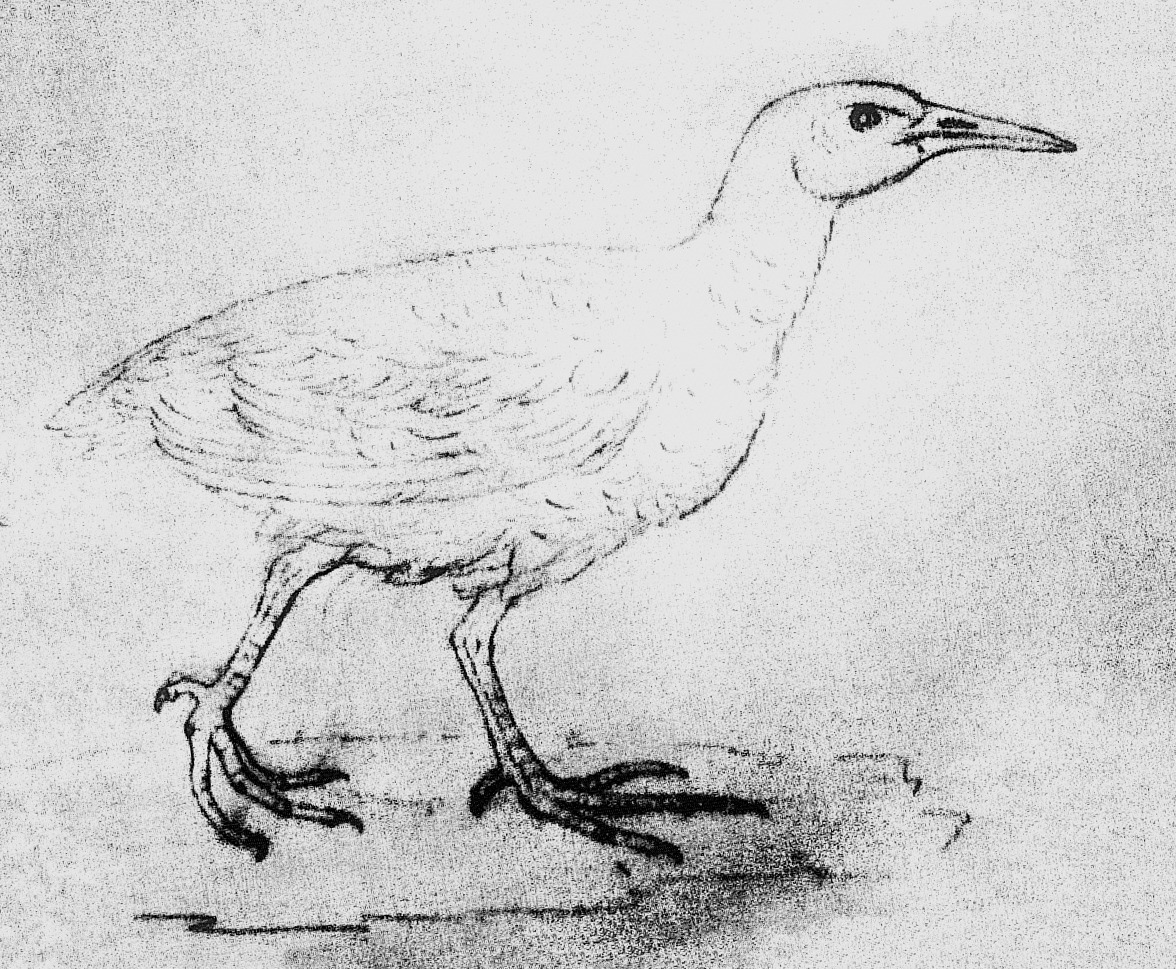
Specie oggi estinta di un Gallirallus di Vava'u, Tonga

Durante i cinque anni della spedizione, Malaspina stabilì le misure della costa occidentale dell'America con una precisione mai raggiunta prima. Misurò l'altezza del monte Sant'Elias in Alaska ed esplorò giganteschi ghiacciai, tra cui il ghiacciaio Malaspina, che in seguito avrebbe preso il suo nome. Dimostrò la fattibilità di un possibile canale attraverso l'istmo di Panama e delineò i piani per una sua futura apertura. In Ecuador misurò con estrema precisione l'altezza del Chimborazo. Gli studiosi al suo comando raccolsero un patrimonio sterminato di informazioni geodetiche, botaniche, faunistiche e sui minerali delle regioni che esplorarono. I cartografi tracciarono mappe di tratti di costa dal profilo fino ad allora sconosciuto o impreciso.
La collezione scientifica risultante da questo lavoro è di una mole ancora oggi impressionante. Nel Museo Naval di Madrid sono conservati 300 diari e giornali di bordo, 450 raccolte di osservazioni astronomiche, 1 500 rapporti idrografici, 183 mappe, 361 viste di profili costieri con le relative elevazioni, più di 800 disegni relativi principalmente a soggetti botanici ed etnografici. Louis Née da solo raccolse quasi 16 000 esemplari di piante e semi, oggi custoditi presso il Real Jardín Botánico della capitale spagnola.
L'ampiezza dei compiti scientifici affrontati non si limitò ai campi dell'astronomia, dell'idrografia, della botanica, della zoologia e della mineralogia. Spaziò fino allo studio comparato del suolo, dell'estrazione mineraria e delle sue tecniche. Si dedicò alle ricerche sulla storia preispanica, sull'etnografia indigena e sulle sue lingue. Si occupò della farmacopea, della salute ambientale, degli studi sulle risorse biologiche e minerali. Gli studiosi al seguito di Malaspina raccolsero documentazione sulle strade e le comunicazioni, sulla storia antica e sulla fondazione delle città, sulla coniazione della moneta, sull'urbanistica, sulla tassazione, sul traffico marittimo, la dogana, la costruzione navale, la pesca, la difesa e le fortificazioni, le università, gli ospedali. Raccolsero ed elaborarono i censimenti ecclesiastici e delle popolazioni dell'impero. Intrapresero approfonditi studi fisico-geografici ed etnografici con centinaia di rappresentazioni artistiche di città, animali, piante e tipi umani di tutti i luoghi visitati. La spedizione diede inoltre un importante contributo ai futuri studi sui vulcani e le sorgenti termali americane.
Considerando che gli esploratori lungo la spedizione coprirono un territorio immenso, dal Rio de la Plata alla Patagonia, dalle Malvine alle Aurora (a latitudini quasi antartiche), tutta la costa sudamericana dal Cile fino al Messico e alla California e quindi verso Nord-Ovest spingendosi fino all'Alaska, si inoltrarono nel Pacifico toccando le Isole Marianne, le Filippine, Vavao, Macao, la Nuova Zelanda e l'Australia, secondo la storica americanista María Dolores Higueras del Museo Naval, i dati generati dalla spedizione Malaspina costituiscono la più grande raccolta di materiale scientifico del XVIII secolo.